# Nansenhjelpen
Nansenhjelpen (oficiálním názvem Nansen Hjelp, anglicky Nansen Relief, německy Nansenhilfe) byla norská humanitární organizace založená Oddem Nansenem v roce 1936, která v Norsku poskytovala bezpečné útočiště a pomoc židovským uprchlíkům z oblastí v Evropě okupovaných Nacistickým Německem. Formálně byla rozpuštěna v roce 1945, ale účinně ukončila činnost na konci roku 1942 poté, co byli všichni Židé v Norsku v rámci holokaustu deportováni, zavražděni nebo uprchli do Švédska.

## Založení
Ačkoli se několik norských jednotlivců snažilo zachránit Židy před nacistickou perzekucí v Evropě evakuací, norské humanitární organizace, jako např. ty založené Landsorganisasjonen (Norská unie odborů) a norskou komunistickou stranou, se zaměřily především na pomoc politickým uprchlíkům. Roku 1936 potom profesor němčiny na univerzitě v Oslu Fredrik Paasche oslovil architekta Odda Nansena, syna slavného vědce, polárního průzkumníka a nositele Nobelovy ceny míru Fridtjofa Nansena, aby propůjčil své jméno organizaci věnované záchraně Židů. Když další laureát Nobelovy ceny míru, Christian Lange a ministr zahraničí Halvdan Koht přidali svou podporu Paascheho iniciativě, Nansen s vytvořením organizace souhlasil.
Organizace byla zpočátku malá: Tove Filseth se stala sekretářkou na plný úvazek, Sigrid Helliesen Lund byla jmenována členkou představenstva a terénní pracovnicí, právník Fredrik Helweg Winsnes a profesoři Georg Morgenstierne a Edgar Schieldrop se rovněž stali členy představenstva.
Více než většina organizací potřebovala Nansenhjelpen značné finanční prostředky, aby dokázala plnit svůj účel. Norská vláda trvala na složení kauce 1 000 norských korun za každého uprchlíka, aby zajistila, že nebudou pro stát zátěží, a odmítla jim udělovat pracovní povolení. Odborové svazy se rovněž postavily proti jakékoli imigraci jednotlivců, kteří by v Norsku mohli být zaměstnáni. Někteří uprchlíci pak přesto našli zaměstnání neoprávněně a tajně.

## Kancelář v Praze
Již v lednu 1939 vyslal Nansen Tove Filseth a svou ženu Kari, aby založily terénní kancelář v Praze. Vedoucí norského pasového úřadu Leif Ragnvald Konstad je doprovázel a vydal vstupní víza přesně pro takový počet uprchlíků, které si organizace mohla dovolit sponzorovat, s vyloučením „slabých a nemocných“ jednotlivců. Mezitím Nansen a Paasche pokračovali ve svých aktivitách shánění finančních prostředků, přičemž museli překonávat jak šetrnost z období Velké hospodářské krize, tak značný antisemitismus. Několik dárců dokonce souhlasilo s podporou organizace pouze pod podmínkou, že jejich příspěvek nebude určen ve prospěch Židů. Sám Nansen odcestoval s Konstadem do Prahy ještě jednou a rychle naplnil kvótu poskytnutou získanými prostředky.
Konstad se pak znovu vrátil do Norska, Nansen nadále zůstal v Praze, aby předběžně zpracoval žádosti a pomohl jakkoli jinak. Kromě kanceláře vykonávali tito tři mnoho agendy v pražském hotelu Esplanade V této době se organizaci dobrovolně přihlásil český armádní lékař Leo Eitinger, avšak brzy se pro svůj původ stal také uprchlíkem. Manželé Nansenovi a Tove Filseth také vybudovali kontakty po celém městě, včetně zapojení pomocných organizací Červeného kříže a kvakerů.
V březnu 1939 odpověděli tři Norové na výzvu kontaktů z Bratislavy, že antisemitské útoky na Slovensku eskalovaly s nezávislostí na české ústřední vládě, vytvořením tzv. Slovenského státu a nástupem prezidenta Msgr. Jozefa Tisa. V den svého příjezdu byli Nansenové a Filseth z první ruky svědky brutality proti Židům z rukou Hlinkovy gardy a Oddu Nansenovi se podařilo domluvit si schůzku přímo s Tisem. Toho po tomto setkání ve svých spisech charakterizoval jako „tlustého podsaditého kněze v dlouhé sutaně až k podlaze, se svatým křížem ve zlaté barvě visícím na zlatém řetízku na hrudi - a s párem upřených tmavých očí za brýlemi se zlatými obroučkami." Tiso jej, pod dojmem Nansenova rodinného původu, ujistil, že zadržování Židů v koncentračních táborech je pouze ochranným opatřením proti útoku „rozrušených mas“.
Nansen Tisovými sliby nebyl přesvědčen, následně cestoval do Vídně a zpět, přičemž cestou zaznamenával nekontrolovatelné nepokoje, drancování a systematické pronásledování Židů v důsledku nacistické nadvlády. Při tranzitu přes Bratislavu dostal Nansen výjimku ze zákazu vycházení a vstoupil do židovské čtvrti ve městě, kde byl na vlastní oči svědkem toho, jak němečtí a rakouští vojáci spolu s nacistickými polovojenskými silami přecházejí každou noc hranici z Rakouska, aby se spojili s členy Hlinkovy gardy a vyplenili a drancovali židovskou část města. Nansen se marně snažil apelovat u Tisa a šéfa slovenské policie, po neúspěchu tohoto naléhání se nakonec vrátil do Prahy, kde doufal, že jeho úsilí přinese více užitku.
Zatímco byl na cestě, Tove Filseth se vrátila do Norska, aby pomohla uprchlíkům s usazováním se. Kari Nansen spojila úsilí, mimo jiné, s americkými a britskými kvakerskými organizacemi, aby pomohli židovským uprchlíkům dostat se přes hranici do Polska.
Organizace, operující podle konvenčního přesvědčení, že Německo vojensky napadne Československo 15. března, začali intenzivně spolupracovat s Červeným křížem a vysokým komisařem pro uprchlíky v Praze Dr. Podajskim, přičemž apelovali na evropské vlády, aby přijaly více uprchlíků na nouzovém základě a poskytly finanční prostředky na nouzovou pomoc pro uskutečnění jejich emigrace. Ve spolupráci s Vladislavem Klumparem, českým ministrem sociální péče a veřejného zdraví, skupina přes noc ze 14. na 15. března zajistila identifikaci, registraci a zabezpečení útěku osmi až deviti tisíc uprchlíků, kteří byli nejvíce ohroženi, pokud by nacisté převzali vládu.
Poté, co Nansenovi Rudolf Kac, vůdce norské Komunistické skupiny pro příjmání uprchlíků, řekl, že německé síly překročily hranici a započala německá okupace Čech, Moravy a Slezska, se mu v časných ranních hodinách podařilo dostat ke Klumparovi a Podajskému k jednání. Podajski Nansenovi po telefonu řekl, že obsazení Československa jsou fámy, zatímco Nansen během hovoru viděl německé vojáky pochodovat ulicemi Prahy.
Nansenovi úspěšně zajistili víza pro asi 80 uprchlíků, kteří toho rána čekali před hotelem a čekali na slíbený odjezd. Nansen se dotazoval na několika zahraničních misích v Praze, než norský konzul Hribek udělil víza všem, kterým byly ponechány pasy. Nansenovi byli následně sami vystěhováni z hotelu Espelade, aby zde uvolnili místo pro úředníky gestapa. Podařilo se jim najít volný pokoj v hotelu Alcron, kde zjistili, že jedním z jejich spoluhostů byl Erich Hoepner, generál německé armády. Nansenovi vyhledali Hoepnera a přesvědčili ho, aby umožnil odchod židovským ženám a dětem, zřejmě za zády gestapa. Následně dopomohli zbývajícím mužským uprchlíkům dostat se přes hranici do Polska.
Tove Filseth se krátce poté vrátila do Prahy a organizace obnovila úsilí o zajištění víz a legálních i nelegálních odjezdů z nově vytvořeného Protektorátu Čechy a Morava. Finanční prostředky však rychle došly, protože velká část cesty musela být hrazena prostřednictvím úplatků. Tok uprchlíků přes Polsko se pak stal organizovanějším, norský velvyslanec Niels Christian Ditleff poskytoval jídlo, oblečení a dopravu do přístavu Gdyně, odkud mohli cestovat po Baltském moři do Norska.
26. března 1939 odcestovali Nansenovi vlakem do Berlína a oddělili se na letišti Tempelhof. Odd Nansen letěl do Londýna, aby hledal pomoc u Lorda Herberta Emersona, vysokého komisaře Ligy národů pro uprchlíky. Emerson ignoroval všechny předchozí Nansenovy telegramy, ale při jejich osobním setkání byl vnímavější. Souhlasil s vysláním vyslance Ligy do Varšavy, aby posoudil situaci. Nansen pak přednesl svou věc britskému parlamentu a sovětskému velvyslanci ve Spojeném království Ivanu Majskému, ale byl s podporou odmítnut, ačkoli velvyslanec vyjádřil své hluboké uznání za úsilí Nansenova otce zmírnit ukrajinský hladomor.

### Záchrana dětí
Posledním projektem organizace byla evakuace několika židovských dětí, které byly shromážděny v Bratislavě, Praze a Brně. Poté, co jim byly zajištěny výjezdní víza, byly odvezeny do Berlína, kde se ubytovali v synagoze a následně společně cestovali vlakem přes Švédsko do Norska. Řada z nich byla pak umístěna v tzv. Židovském dětském domově v Oslu.

### Aktivity v Norsku
Po návratu do Norska Nansen oslovil norské politiky, aby přesvědčili vládu k poskytnutí další finanční podpory. Trygve Lie, tehdejší ministr spravedlnosti, souhlasil s tím, že Nansenovu žádost podpoří, pokud se mu podaří přesvědčit většinu norského parlamentu, aby pro návrh hlasovala. Nansen následně přesvědčil k soulasu všechny strany v parlamentu, s jedinou výjimkou Agrární strany, která deklarovala, že se zdrží hlasování. To vedlo k udělení finanční infuze 500 000 norských korun na záchranu židovských uprchlíků, ačkoli Nansenhjelpen se o částku musel podělit s fondem Labor Justice.

### Zánik
Poté, co bylo Norsko 9. dubna 1940 napadeno a okupováno Nacistickým Německem, již nemohly být uskutečněny žádné další pokusy o záchranu Židů z kontinentu. Představitelé organizace znovu zaměřili své úsilí na podporu uprchlíků, kteří již v Norsku žili a kterých bylo více než 500.
13. ledna 1942 Nansen zatčen gestapem. Byl poté držen v norském koncentračním táboře Grini a poté v koncentračním táboře Sachsenhausenu v německém Sasku, odkud se vrátil až po konci války v květnu 1945. Definitivní konec aktivit přišel s deportacemi Židů v Norsku do koncentračních táborů.
Oficiálně pak organizace zanikla právě až roku 1945.